# Trichoniscus riparianus
Trichoniscus riparianus är en kräftdjursart som beskrevs av Karl Wilhelm Verhoeff 1936A. Trichoniscus riparianus ingår i släktet Trichoniscus och familjen Trichoniscidae. Inga underarter finns listade i Catalogue of Life.